# Lycodon rufozonatus
Lycodon rufozonatus és una serp nocturna de la família Colubridae de l'Àsia oriental. Té una mida de 70 cm de llarg i es considera no verinosa. Es reconeixen dues subespècies, una de les quals és endèmica de les Illes Ryūkyū.

## Descripció
El Lycodon rufozonatus normalment creix fins a una longitud total d'uns 70 centímetres, arribant fins als 130 cm en casos extrems. El cap és llarg i relativament pla, i una mica separat del coll. Els ulls de mida mitjana surten lleugerament i tenen les pupil·les verticals. Les escates ventrals tenen una quilla forta, mentre que les escates dorsals només tenen una quilla lleugera; el recompte de l'escala sol ser de 17:17:15, però pot ser fins a 21:19:17.

## Distribució
El L. rufozonatus es troba a través d'una gran part de l'Àsia oriental, des de la península Coreana al nord (escampant-se fins a la part oriental de Rússia) fins al nord de Laos i el sud del Vietnam, la major part es troba a la Xina oriental. La població continental està classificada a la subespècie nominal (L. r. rufozonatus) una segona subespècie, L. r. walli, es troba a l'arxipèlag Ryukyu al sud del Japó.

## Comportament
El Lycodon rufozonatus viu en una varietat àmplia d'hàbitats, es poden trobar des del nivell del mar fins a alçades de 2000 metres i comunament a prop de les planes, se'l troba a terra, ocasionalment se l'ha vist nedant als corrents, és nocturn, s'alimenta de peixos, granotes, sargantanes, serps i aus joves. El L. rufozonatus té una disposició lleu a enroscar-se en una massa esfèrica amagant el cap quan se li acosten, també pot ser impredictible i algunes fàcilment arriben a mossegar. Hi ha molt pocs reports clínics sobre la toxicologia de les mossegades de L. rufozonatus. L'espècie sembla no ser verinosa. El L. rufozonatus pot estar infectada per tenies del gènere Spirometra. El consum de carn crua de L. rufozonatus ha resultat en casos d'esparaganosi humana a Corea i al Japó.